# Mirja Boes

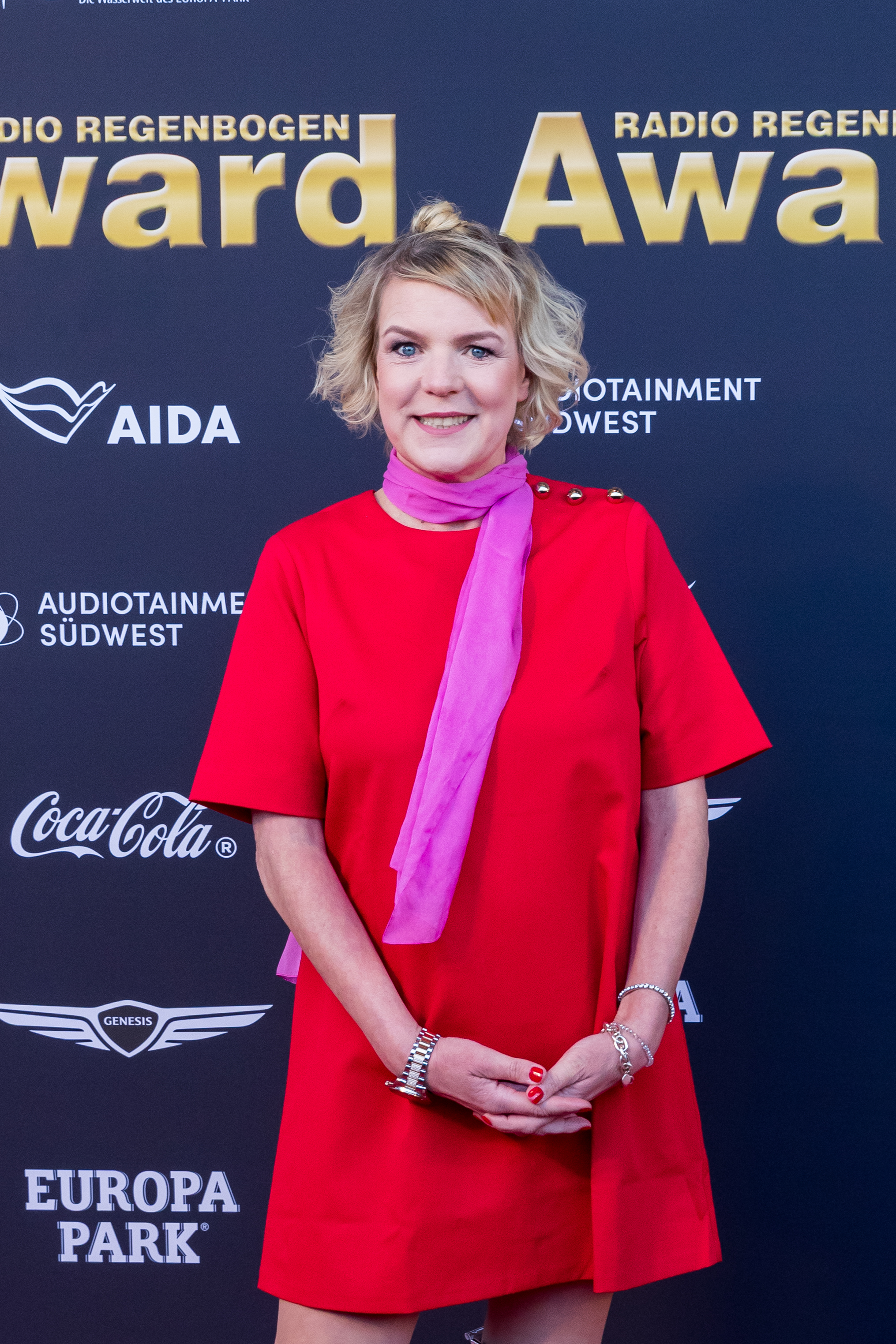
Mirja Boes (2025)

Mirja Boes [bøːs] (* 3. September 1971 in Viersen) ist eine deutsche Komikerin, Schauspielerin und Sängerin. Sie trat unter dem Pseudonym Möhre als Partyschlagersängerin auf.

## Leben und Wirken

### Anfänge
Mirja Boes wurde 1971 in Viersen geboren und wuchs im Stadtteil Boisheim auf. Nach dem Abitur 1991 am Clara-Schumann-Gymnasium in Dülken studierte sie zunächst von 1991 bis 1994 an der Heinrich-Heine-Universität in Düsseldorf Italienisch, Spanisch und Musik- und Medienwissenschaften. Später kam noch von 1992 bis 1994 das Fach Musical an der Hochschule für Musik und Theater in Leipzig hinzu.
1994 schloss sie sich dem Theaterensemble Compagnia 82 an, zwei Jahre später stieg sie bei den Fabulösen Thekenschlampen ein, deren größter Hit der dem Fußballer Toni Polster gewidmete Song Toni, lass es polstern war. Außerdem spielte sie beim Improvisationstheater Frizzles.
2000 erschien ihre erste Partyschlager-Single 20 Zentimeter. Ihr Bandkollege Mike Rötgens von Xtreme Sound hatte den Auftrag erhalten, ein weibliches Gegenstück zu Mickie Krause zu entwickeln. Zusammen mit Hartmut Weßling schrieb er den Song. Im Sommer 2001 trat Boes unter ihrem Künstlernamen Möhre regelmäßig im Oberbayern am Ballermann auf Mallorca auf.
Nach ihrer zweiten Single Pack ihn ein folgte 2003 Wir ham doch keine Zeit … Sie gehört außerdem zu den „Mallorca Allstars“. Im Rahmen dieses EMI-Projekts interpretierten sie und Künstler wie Mickie Krause Titel der Neuen Deutschen Welle wie Sternenhimmel und Ich will Spaß. 2003 moderierte sie für RTL II die Après Ski Hits.

### Fernsehkarriere
Seit 2002 ist Boes regelmäßig im Fernsehen zu sehen. Zusammen mit den Comedians Ralf Schmitz (2006–2009 Mathias Schlung) und Markus Majowski spielte sie bis Ende 2006 Sketche in der Comedysendung Die Dreisten Drei. Es folgten Gastauftritte bei TV total, Elton.tv, Anke Late Night, Frei Schnauze, Genial daneben, Gong Show, Quatsch Comedy Club, Nightwash und Buchstaben Battle.
Ab dem Jahr 2005 moderierte Boes gemeinsam mit Hugo Egon Balder die Musik-Comedyshow Chartbreak Hotel. 2005 spielte sie an der Seite von Tom Gerhardt im Kinofilm Siegfried sowie in einer Comedy-Verfilmung von Urmel aus dem Eis. Von Juli 2006 bis Mai 2007 moderierte sie den Karaoke Showdown und spielte von 2006 bis 2008 in der RTL-Serie Angie die Hauptrolle als Parfümerieangestellte, die auf der Suche nach ihrem Traummann kein Fettnäpfchen auslässt.
2008 war Boes mit Jan Sosniok im Film African Race auf RTL zu sehen. Beim Radiosender 1 Live hat sie seit März 2008 ihre eigene Comedy-Sendung Alles Lüge mit Mirja Boes. Von 2010 bis 2013 lief ihre Sketch-Comedy Ich bin Boes, mit der sie zweimal für den Deutschen Comedypreis nominiert wurde. 2015 moderierte sie auf RTL die Sendung Der Nächste, bitte! Mirjas Sprechstunde. Von Januar 2016 bis Februar 2017 moderierte Boes die RTL-Sendung Die Puppenstars.

Von März 2018 bis September 2019 war sie als Gastdarstellerin der Improvisations-Sendung Mord mit Ansage – Die Krimi-Impro Show zu sehen. Von 2018 bis 2019 spielte Boes eine der Hauptrollen in der RTL-Sitcom Beste Schwestern. Von Mai 2019 bis August 2022 saß Boes in der Jury von Grill den Henssler auf VOX.

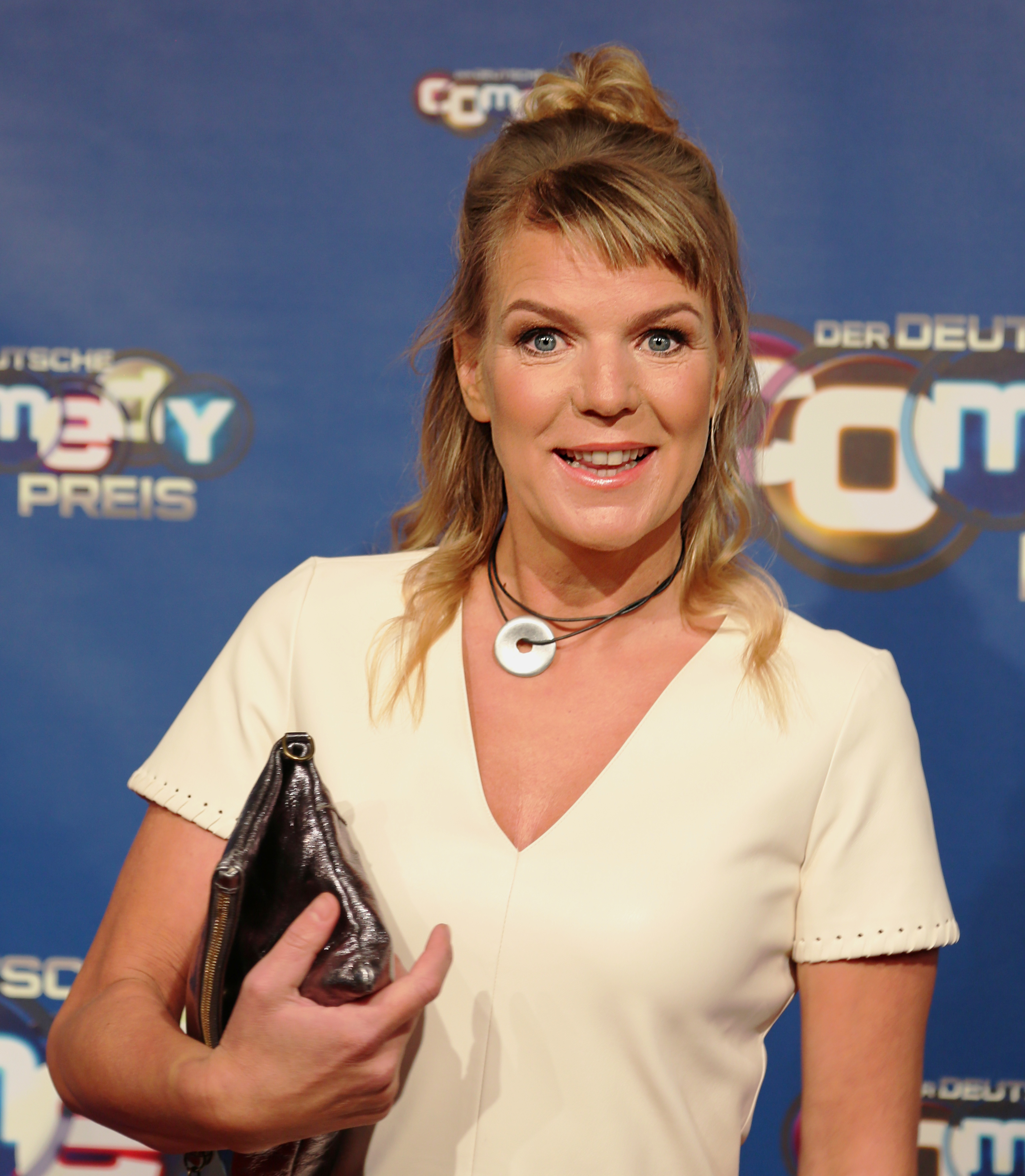
Mirja Boes beim Deutschen Comedypreis 2017

2024 gewann Boes die fünfte Staffel von LOL: Last One Laughing bei Prime Video und die zehnte Staffel von The Masked Singer im Kostüm Floh.

### Bühne
Ab Herbst 2007 war Boes mit ihrem ersten Soloprogramm Morgen mach ich Schluß! ...Wahrscheinlich!? auf Tournee; unter anderem trat sie damit im Rahmen des Köln Comedy Festival auf. Mitte November 2010 wurde ihre Tour Erwachsen werde ich nächste Woche vorzeitig abgebrochen, da Boes zu diesem Zeitpunkt schwanger war. Im Januar 2011 brachte sie ihr erstes Kind, einen Sohn, zur Welt. Im Frühjahr 2011 wurde das Programm fortgesetzt. Im Dezember 2012 kam ihr zweiter Sohn zur Welt.
Gemeinsam mit Joachim Llambi moderierte Boes von 2012 bis 2016 die bei RTL ausgestrahlte Gameshow Jungen gegen Mädchen. 2012 warb Boes als Testimonial für die IDEi Informationsgemeinschaft Deutsches Ei e. V. und engagierte sich auch für die Tierschutz-Organisation PETA gegen Wildtierhaltung in Zoos. Von 2017 bis 2018 stand Boes mit ihrer Band, den Honkey Donkeys, mit dem Programm Für Geld tun wir alles auf der Bühne. Ab Herbst 2018 hieß ihre Tour Auf Wiedersehen! HALLO! und von 2022 bis 2023 war sie mit Heute Hü und morgen auch! unterwegs. Seit Februar 2024 heißt ihre Tour Arschbombe Olé. 2025 moderierte sie Winner or Loser an der Seite von Tommy Lücke im Merkur Casino Duisburg.

### Hörbücher
Zusammen mit Tim Bergmann und Florian Lukas spielt Boes in der Hörspielserie des Bastei-Lübbe-Verlags Leben hoch drei. Sie hat ebenfalls das Kinderhörbuch Hugo Pepper und der fliegende Schlitten gesprochen. 2008 erschienen die von ihr gelesenen Hörbücher Lügen, die von Herzen kommen, Ach wär ich nur zu Haus geblieben, Die Patin, Die Mütter Mafia und Gegensätze ziehen sich aus von Kerstin Gier. Im Januar 2009 erschien ihr erstes eigenes Buch Boese Tagebücher: Unaussprechlich peinlich im Wunderlich-Verlag, das auch als Hörbuch veröffentlicht wurde. 2022 veröffentlicht sie Es ist nicht alles Mett, was glänzt im Fischer-Verlag; das gleichnamige Hörbuch erschien im Argon-Verlag.

### Gastronomie
2012 übernahm Boes mit zwei Geschäftspartnern das traditionelle Ausflugslokal Zur Platte in Essen-Bredeney. Seitdem heißt das Restaurant Villa Vue.

## Diskografie

### Alben
- 2004: Ich kann auch anders (als Möhre)
- 2009: Morgen mach ich Schluß!… Wahrscheinlich!?
- 2011: In meiner Fantasie
- 2014: Das Leben ist kein Ponyschlecken
- 2015: Das Leben ist kein Ponyschlecken (Live)
- 2017: Für Geld tun wir alles
- 2020: Auf Wiedersehen! Hallo !

### Singles
- 2000: 20 Zentimeter!? (als Möhre)
- 2001: Pack ihn ein (La la la la) (als Möhre)
- 2002: Wir ham doch keine Zeit (als Möhre)
- 2006: Medley (als Möhre)
- 2006: California Dreamboy (als Möhre)
- 2010: Montag Dienstag Mittwoch (als Möhre)
- 2014: 20.000 Worte am Tag
- 2021: Die Maske hat dich schön gemacht
- 2023: Ihr wollt doch alle nur...

## Filmografie (Auswahl)
- 2001: Lukas (Staffel 5, Folge 3)
- 2003–2005: Die dreisten Drei – Die Comedy-WG (Fernsehserie)
- 2005: Siegfried
- 2005: Urmel aus dem Eis
- 2006: Unser Charly (1 Folge)
- 2006–2008: Angie (Fernsehserie)
- 2008: African Race – Die verrückte Jagd nach dem Marakunda (Fernsehfilm)
- 2010–2013: Ich bin Boes (Fernsehserie)
- 2015: Notruf Hafenkante (Fernsehserie, Folge Help)
- 2018–2019: Beste Schwestern (Fernsehserie)
- 2018–2019: Mord mit Ansage – Die Krimi-Impro Show (TV-Show)
- 2019–2022: Grill den Henssler (Kochshow)
- 2019: Rütter reicht’s! (TV-Show)
- 2021: Jerks; Staffel 4 Folge 5 (Gastrolle)
- 2021: Tietjen campt
- 2021: Otto Fröhliche – Advent, Advents mit Otto und Friends (Gastrolle)
- 2021: Comedy Märchenstunde (TV-Show)[15]
- 2022: 7 Tage, 7 Köpfe
- 2023 Kannawoniewasein (Kinofilm)
- 2024: LOL: Last One Laughing (Gewinnerin, Prime Video)
- 2024: The Masked Singer (Gewinnerin als Floh; Gastjurorin)

## Moderationen (Auswahl)
- 2003: Après Ski Hits (Musikshow)
- 2005–2006: Chartbreak-Hotel
- 2006–2007: Karaoke Showdown
- 2007: 1 LIVE Krone
- 2012–2016: Jungen gegen Mädchen
- 2016: Die Comedy Kneipe
- 2015: Der Nächste, bitte! Mirjas Sprechstunde
- 2016–2017: Die Puppenstars
- 2017: Karnevalissimo
- 2019: Herrlich ehrlich (Kennst du dein Kind?)[16]
- seit 2023: Asbach Deutschlands bester Partykeller[17]
- 2024: Radio Regenbogen Award[18]
- 2025: Winner or Loser – Die Show (Merkur Casino Duisburg)

## Bücher
- Boese Tagebücher: Unaussprechlich peinlich. Wunderlich Verlag, Reinbek bei Hamburg 2009, ISBN 978-3-8052-0868-0.
- Es ist nicht alles Mett, was glänzt: Meine kulinarische Reise durchs Leben. Fischer, Frankfurt am Main 2022, ISBN 978-3-596-70653-2.

## Auszeichnungen
- 2007: Deutscher Comedypreis als Ensemblemitglied von Frei Schnauze XXL (Beste Comedy-Show)
- 2008: Deutscher Comedypreis (Beste Comedian)
- 2009: Deutscher Comedypreis (Bestes Comedyevent – Quatsch goes Christmas)
- 2015: Deutscher Comedypreis (Beste Comedyshow – Mein Bestes Jahr)
- 2018: Deutscher Comedypreis (Beste Sitcom – Beste Schwestern)